# 东马坊乡
东马坊乡，是中华人民共和国山西省忻州市宁武县下辖的一个乡镇级行政单位。

## 行政区划
东马坊乡下辖以下地区：
东马坊村、庄旺村、柳子岩村、葱沟村、腰庄村、上庄村、南沟村、达达店村、回官石村、跑泉沟村、豆庄村、西沟村、石窑只村、耿家坡村、后车道沟村、前车道沟村、川沟村、神沟村、水桑坡村、赵来嘴村、赵家坡村、朱家沟村、辉顺沟村、麦染沟村和白崖河村。